# Puente Taipéi
El Puente Taipéi (en chino: 台北大橋) es un puente para vehículos que cruza el río Tamsui conectando Taipéi con el distrito de Sanchong, en la Nueva Ciudad de Taipéi en Taiwán. El tramo central lleva cierta cantidad de tráfico de automóviles y motocicletas, mientras que las partes más estrechas a ambos lados llevan la mayoría del tráfico de motocicletas junto con el tráfico peatonal en bicicletas. El puente central es de 481,6 metros de longitud.